# Seracz
Seracz – rzeka dorzecza Narwi, lewy dopływ Mławki, o długości 18,48 km. Wypływa w północno-wschodniej części Mławy i płynie w kierunku południowo-zachodnim. Przepływa obok miejscowości Wiśniewko, Wojnówka i Głużek, po czym wpada do Mławki.